# 蘇萊曼沙阿二世
蘇萊曼沙阿二世（土耳其語：II. Süleyman Şah）是在1196年至1204年間在位的魯姆蘇丹國蘇丹。
蘇萊曼沙阿二世是基利傑阿爾斯蘭二世的兒子，他在1196年推翻了弟弟凱霍斯魯一世成為蘇丹，凱霍斯魯一世在1192年繼承了父親的王位。
他在任內與鄰近的統治者作戰，擴張蘇丹國的領土。1201年，蘇萊曼沙阿二世征服了埃爾祖魯姆，又戰勝拜占庭人。1203年，他在培欣戰役（Battle of Basian）被喬治亞人擊敗。
在1204年至1205年，基利傑阿爾斯蘭三世繼其位，凱霍斯魯一世其後復辟。